# Vẹt xám châu Phi

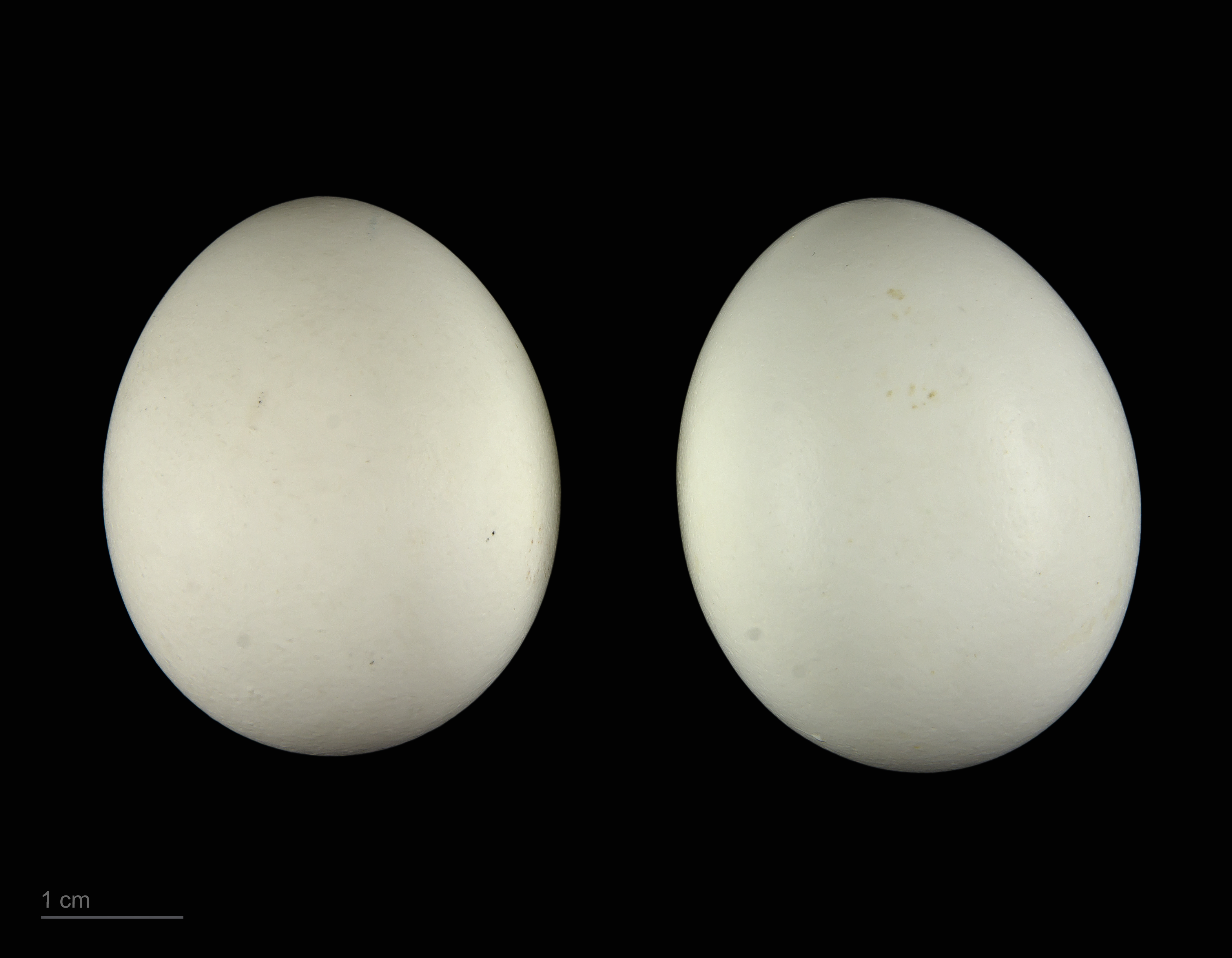
Psittacus erithacus

Vẹt xám châu Phi, tên khoa học Psittacus erithacus, là một loài vẹt Cựu Thế giới thuộc họ Psittacidae.

## Mô tả
Vẹt xám châu Phi là một loài vẹt kích thước trung bình, chủ yếu có màu xám, với mỏ đen. Cân nặng trung bình của chúng là 400 gam (0,88 lb), chiều dài cơ thể trung bình 33 xentimét (13 in) và sải cánh 46–52 cm. Phân loài Congo có màu nhạt hơn, với màu xám đậm trên cả cổ và cánh, còn lông đầu và mình có chút màu trắng. Lông đuôi màu đỏ. Do tác động nhân tạo của người lai tạo vẹt, chúng có thể có màu đỏ một phần hay toàn thân. Cả con đực và cái tương tự nhau. Màu sắc của con non tương tự con trưởng thành, nhưng mắt thường màu xám đậm hay đen, còn con trưởng thành mống mắt vàng.
Chúng có thể sống đến 40–60 tuổi trong điều kiện nuôi nhốt, dù vòng đời ngoài thiên nhiên có thể chỉ đạt 23 năm.